# حيد منصور (الطفة)

تعديل مصدري - تعديل

حيد منصور هي إحدى قرى عزلة ال هياش بمديرية الطفة التابعة لمحافظة البيضاء، بلغ تعداد سكانها 70 نسمة حسب تعداد اليمن لعام 2004.